# دييغو باتشيكو
دييغو باتشيكو (بالإسبانية: Diego Pacheco)‏ هو لاعب كرة قدم مكسيكي، ولد في 17 يونيو 1995. لعب مع نادي مونتيري.